# Martin Vaniak
Martin Vaniak (* 4. října 1970 v Ústí nad Labem) je bývalý český fotbalový brankář od roku 2019 působící jako trenér brankářů mládeže v SK Sigma Olomouc. Mimo Českou republiku hrál v Řecku.
Je ženatý, s manželkou Janou má dvě děti – dceru Terezu a syna Martina. V září 2013 mu vyšla autobiografická kniha s titulem Čaroděj (což byla jeho fotbalová přezdívka), na níž spolupracoval s novinářem Zdeňkem Pavlisem.

## Klubová kariéra
S fotbalem začínal v Ústí nad Labem, kde prošel mládežnickými kluby. Během své základní vojenské služby odešel na Moravu do VTJ Hodonín. Následně přestoupil do olomoucké Sigmy. Na čtyři roky odešel do Drnovic a poté se vrátil zpět do Sigmy. V závěru roku 2004 se stal neoficiálním mistrem světa v chytání přímých kopů.
V létě 2005 mu v Olomouci končila smlouva. Už měl nakročeno do Slavie, ale nedohodl se na smlouvě. Proto přestoupil do řeckého Panioniosu Atény. V létě 2006 se vrátil do Česka a dohodl se na smlouvě s Mostem. Po sezoně 2006/07 mu v Mostě nebyla prodloužena smlouva a přestoupil tak do pražské Slavie, kde se stal hrdinou obou kvalifikačních duelů o Ligu mistrů s Ajaxem v sezoně 2007/08 a jeho skvělé zákroky dovedly Slavii do Ligy mistrů. V sezonách 2007/08 a 2008/09 získal se Slavií mistrovský titul. V roce 2007 si svými výkony v Lize mistrů i české lize vysloužil pozvánku do reprezentace. Svou brankářskou kariéru ukončil 19. listopadu 2010 a od roku 2011 se měl věnovat trénování mládeže. Ovšem 4. ledna 2011 se do týmu Slavie vrátil a nastupoval za ni i v jarní části sezóny 2010/11. Po sezóně však kariéru definitivně ukončil.
Vaniak je členem Klubu ligových brankářů sdružujícím brankáře se sto a více odehranými zápasy bez obdržené branky. V roce 2011 získal od ČTK Cenu fair play za celkový postoj k fotbalu.

## Reprezentační kariéra
Svými výkony si vysloužil místo v českém reprezentačním A-mužstvu. Debutoval 12. února 2002 v přátelském utkání na Kypru proti Maďarsku (výhra 2:0).
Za český národní tým sehrál v letech 2002–2004 sedm zápasů. Zklamáním pro něj bylo, že se nedostal do nominace na EURO 2004 v Portugalsku, kde ho nahradil Antonín Kinský.

## Trenérská kariéra
Po ukončení aktivní kariéry pracoval v klubu SK Slavia Praha jako asistent hlavního trenéra a jako šéftrenér brankářů od žáků po dorostence. V červnu 2014 ve Slavii skončil a přešel do jiného pražského klubu Bohemians 1905 do pozice trenéra brankářů. V červnu 2016 odešel společně s trenérem Romanem Pivarníkem a asistentem trenéra Tomášem Truchou jako trenér brankářů do FC Viktoria Plzeň. V lednu 2024 se stal trenérem brankářů druholigové Opavy.

## Úspěchy
- 2004: Mistr světa v chytání trestných kopů
- 2008: Mistr české ligy (SK Slavia Praha)
- 2009: Mistr české ligy (SK Slavia Praha)
- Člen Klubu ligových brankářů